# محامي الحي، السيد جو
محامي الحي، السيد جو (بالكورية: 동네변호사 조들호) هو مسلسل كوري جنوبي بث لأول عام 2016 على قناة كي بي إس 2 كل انثين والثلاثاء، تعد الدراما أول ظهور للممثل بارك شين يانغ على قناة KBS.

## القصة
تستند هذه القصة على ويب تون تم نشره بعام 2013 تحت عنوان “Dongnebyunhosa Jodeulho” وتدور القصة حول رجل يدعى جو ديول هو (بارك شين يانج) الذي كان صاحب مستقبل مشرق كمحامي لامع وكان على وشك أن يُصبح الأبن بالقانون لرئيس شركة محاماة كبيرة، لكنه خسر كل شيء حين أبلغ عن فساد مكتب المحاماة وشهد ضده. وحاول أن يبني حياته مجدداً عن طريق تحويل مكتب المحاماة الصغير والمتواضع الذي يملكه بالحي إلى فرصة ثانية ليصبح شخصاً يحمي الشعب والقانون وينضج أثناء تلك التجربة. 

## بطولة

### طاقم التمثيل[6]
- بارك شين يانغ بدور جو ديول هو
- غانغ سو را بدور لي إيون زو
- ريو سو يونغ بدور شين جين ووك
- بارك سول مي بدور جانغ هي كيونغ
- كيم دونج جون بدور كيم يوو شين
- كانغ شين ايل بدور كانغ شين وو
- بارك سانغ ميون بدور لي جون جانغ
- بارك وون سانغ بدور باي داي سوو
- هوانغ سوك جونغ بدور هوانغ آي را
- جو هان تشول بدور كيم تاي جونغ
- جانغ سو يون بدور شوي آه ريم

## المشاهدات
| الحلقة | تاريخ البث الأصلي | متوسط حصة الجمهور  | متوسط حصة الجمهور | متوسط حصة الجمهور | متوسط حصة الجمهور |
| الحلقة | تاريخ البث الأصلي | تقييمات TNmS       | تقييمات TNmS      | إيه جي بي نيلسن   | إيه جي بي نيلسن   |
| الحلقة | تاريخ البث الأصلي | على الصعيد الوطني  | سيئول             | على الصعيد الوطني | سيئول             |
| ------ | ----------------- | ------------------ | ----------------- | ----------------- | ----------------- |
| 1      | 28 مارس 2016      | 8.6٪ (17)          | 8.5٪ (15)         | 10.1٪ (13)        | 11.0٪ (التاسع)    |
| 2      | 29 مارس 2016      | 10.5٪ (العاشر)     | 10.9٪ (السابع)    | 11.4٪ (الثامن)    | 12.5٪ (السابع)    |
| 3      | 4 أبريل 2016      | 9.2٪ (التاسع عشر)  | 9.6٪ (الحادي عشر) | 10.9٪ (الثامن)    | 11.6٪ (السابع)    |
| 4      | 5 أبريل 2016      | 9.6٪ (العاشر)      | 10.7٪ (الخامس)    | 11.3٪ (السادس)    | 11.6٪ (السادس)    |
| 5      | 11 أبريل 2016     | 9.6٪ (الثالث عشر)  | 10.2٪ (السابع)    | 12.3٪ (السادس)    | 13.2٪ (السادس)    |
| 6      | 12 أبريل 2016     | 11.0٪ (السابع)     | 10.7٪ (السادس)    | 12.4٪ (السادس)    | 12.7٪ (السادس)    |
| 7      | 18 أبريل 2016     | 10.6٪ (الحادي عشر) | 11.7٪ (الخامس)    | 12.6٪ (الخامس)    | 14.3٪ (الخامس)    |
| 8      | 19 أبريل 2016     | 11.4٪ (السادس)     | 12.1٪ (الخامس)    | 12.1٪ (السادس)    | 12.8٪ (السادس)    |
| 9      | 25 أبريل 2016     | 10.0٪ (الثاني عشر) | 10.6٪ (السابع)    | 12.7٪ (السابع)    | 13.9٪ (السادس)    |
| 10     | 26 أبريل 2016     | 10.1٪ (العاشر)     | 11.7٪ (الخامس)    | 12.6٪ (الخامس)    | 13.5٪ (السادس)    |
| 11     | 2 مايو 2016       | 9.6٪ (15)          | 11.1٪ (السابع)    | 11.0٪ (الخامس)    | 11.6٪ (السادس)    |
| 12     | 3 مايو 2016       | 10.6٪ (العاشر)     | 11.2٪ (الخامس)    | 11.8٪ (السادس)    | 12.8٪ (الخامس)    |
| 13     | 9 مايو 2016       | 10.5٪ (العاشر)     | 11.9٪ (الرابع)    | 11.8٪ (السادس)    | 12.7٪ (الرابع)    |
| 14     | 10 مايو 2016      | 11.3٪ (الثامن)     | 12.4٪ (الرابع)    | 14.1٪ (الرابع)    | 15.5٪ (الرابع)    |
| 15     | 16 مايو 2016      | 11.8٪ (الثامن)     | 12.5٪ (الرابع)    | 14.1٪ (الرابع)    | 15.3٪ (الرابع)    |
| 16     | 17 مايو 2016      | 12.7٪ (الرابع)     | 13.5٪ (الثالث)    | 15.3٪ (الثالث)    | 16.5٪ (الثالث)    |
| 17     | 23 مايو 2016      | 11.6٪ (الخامس)     | 12.1٪ (الرابع)    | 14.0٪ (الرابع)    | 15.1٪ (الرابع)    |
| 18     | 24 مايو 2016      | 12.5٪ (الخامس)     | 12.5٪ (الرابع)    | 15.5٪ (الرابع)    | 16.4٪ (الرابع)    |
| 19     | 30 مايو 2016      | 13.2٪ (الرابع)     | 14.0٪ (الرابع)    | 14.2٪ (الرابع)    | 15.0٪ (الرابع)    |
| 20     | 31 مايو 2016      | 14.1٪ (الرابع)     | 14.8٪ (الرابع)    | 17.3٪ (الثالث)    | 18.6٪ (الثاني)    |
| معدل   | معدل              | 10.9٪              | 11.6٪             | 12.9٪             | 13.8٪             |

## الجوائز والترشيحات
| عام  | جائزة                   | الفئة                                     | مستلم            | نتيجة |
| ---- | ----------------------- | ----------------------------------------- | ---------------- | ----- |
| 2016 | 9 جوائز الدراما الكورية | الجائزة الكبرى (دايسانغ)                  | بارك شين يانغ    | رشح   |
| 2016 | 30 جوائز KBS الدرامية   | الجائزة الكبرى (دايسانغ)                  | بارك شين يانغ    | رشح   |
| 2016 | 30 جوائز KBS الدرامية   | جائزة التميز الأعلى، ممثل                 | بارك شين يانغ    | فوز   |
| 2016 | 30 جوائز KBS الدرامية   | جائزة التميز، ممثل في دراما متوسطة الطول  | بارك شين يانغ    | رشح   |
| 2016 | 30 جوائز KBS الدرامية   | جائزة التميز، ممثلة في دراما متوسطة الطول | كانغ سو را       | رشح   |
| 2016 | 30 جوائز KBS الدرامية   | أفضل ممثل مساعد                           | كيم كاب سو       | رشح   |
| 2016 | 30 جوائز KBS الدرامية   | أفضل ممثلة مساعدة                         | هوانغ سيوك جيونغ | رشح   |
| 2016 | 30 جوائز KBS الدرامية   | أفضل ممثلة شابة                           | هيو جونغ إيون    | فوز   |

## روابط خارجية
- الموقع الرسمي
- محمامي الحي ، السيد جو على موقع IMDb (الإنجليزية)
- محمامي الحي ، السيد جو على موقع كينوبويسك (الروسية)
- محمامي الحي ، السيد جو على موقع قاعدة بيانات الفيلم (الإنجليزية)
- محامي الحي، السيد جو على هانسينما